# Emma (Missouri)
Pour les articles homonymes, voir Emma.
Emma est une ville située dans les comtés de Lafayette et Saline, dans l’État du Missouri, aux États-Unis. Lors du recensement de 2010, sa population s’élevait à 233 habitants.